# Lauri Vaska
Lauri Vaska (Rakvere, 7 maggio 1925 – Basking Ridge, 15 novembre 2015) è stato un chimico estone naturalizzato statunitense, noto per aver dato notevoli contributi alla chimica organometallica e particolarmente per aver descritto sintesi e proprietà del complesso  trans-[Ir(CO)Cl(PPh3)2], ora noto come complesso di Vaska.

## Vita
Lauri Vaska nacque il 7 maggio 1925 a Rakvere (Estonia). Studiò dapprima nel 1946 alla Baltic University ad Amburgo, Germania, poi dal 1946 al 1949 all'Università Georg-August di Gottinga dove prese un primo diploma. Emigrò negli Stati Uniti e ottenne il Ph.D. in chimica inorganica all'Università del Texas (1952−1956). Trascorse un periodo di post-dottorato alla Università Northwestern (1956−1957) facendo ricerche sulla magnetochimica. Nel 1957 diventò ricercatore al Mellon Institute of Industrial Research di Pittsburgh, dove rimase fino al 1964. Si trasferì quindi come professore associato alla Clarkson University di Potsdam, New York, dove dal 1990 rimase come professore emerito di chimica. Morì nel 2015 all'età di 90 anni. Il fratello Vootele Vaska è un filosofo.

## Ricerche
Vaska pubblicò circa 80 articoli scientifici riguardanti composti di coordinazione dei metalli di transizione, catalisi omogenea, chimica organometallica e chimica bioinorganica. Gli anni trascorsi al Mellon Institute furono particolarmente fecondi. Assieme a J. W. Di Luzio nel 1962 fu il primo a descrivere il composto di iridio ora noto come complesso di Vaska, trans-[Ir(CO)Cl(PPh3)2]. Lavorando con vari collaboratori, dimostrò che questo complesso di iridio(I) reagisce in vario modo con piccole molecole. Ad esempio, scoprì che con H2 dà addizione ossidativa per formare un diidruro. Di lì a poco scoprì che il suo complesso addizionava reversibilmente O2, a quel tempo un risultato sorprendente. Queste reazioni di addizione ossidativa sono fondamentali per il ruolo che svolgono nella catalisi omogenea e nella chimica organometallica. Vaska dimostrò una serie di importanti effetti dei sostituenti sul decorso della reazione di addizione ossidativa, come ad esempio la maggior reattività dell'iridio(I) rispetto al rodio(I) e la maggior stabilità dell'addotto usando un legante ioduro anziché cloruro.
Vaska ricevette riconoscimenti significativi per il suo lavoro, anche se forse non adeguati alle conquiste e alle innovazioni introdotte. Fra i vari riconoscimenti, ricevette nel 1971 il premio Boris Pregel per le ricerche in chimica fisica dalla New York Academy of Sciences, e nel 1981 diventò socio (fellow) della American Association for the Advancement of Science per il lavoro pionieristico con metalli di transizione nella chimica organometallica e nei trasportatori di ossigeno artificiali.